# Alexandru Berlescu
Alexandru Berlescu, född 22 juli 1894, dödsår okänt, var en rumänsk bobåkare. Han deltog vid olympiska vinterspelen i Sankt Moritz 1928. Hans lag kom på 19:e plats.